# Pamela Fleming
Pamela Fleming (New York, 1957. október 10. –) amerikai trombitás, kürtös, zeneszerző.

## Pályakép
Pamela Fleming az Eastman School of Musicon tanult. Az iskola után New Yorkba költözött, és Paula M. Kimperrel létrehozta a Third Wind együttest − akivel annak idején az Eastman-re járt. Rövidesen az Anomy nevű együtteshez is csatlakozott. 1985-ben Jenny Hillel és Nilda Richards-szal belépett a Steppin' Razor nevű reggae-bandába kürtösnek.
Fleming több mint két évet töltött az együttesnél, és három albumukon is játszott. A trió sikere oda vezetett, hogy létrehozták új zenekarukat, a Burning Brasst.
Pamela Fleming olyan zenészekkel szerepelt, mint Bonnie Raitt, Buster Poindexter, Cab Calloway, Bruce Springsteen, Robert Palmer, Patrick Moraz. Egy 1998-as turnén pedig Queen Latifah, Luscious Jackson, az Indigo Girls és Sarah McLachlan partnere volt.
Egy szóló albumot is kiadott Fearless Dreamer címmel.
Pamela Fleming játszott Jon Anderson, Joni Mitchell, a Pink Floyd, a Grateful Dead, Dan Fogelberg, a Crosby, Stills, Nash & Young, Peter Gabriel, a Yes, Sting, a Genesis, az Emerson, Lake and Palmer, Miles Davis, Chet Baker lemezein is; de játszott Debussy-t, Ravelt, Bartókot is.

## Albumok
- Burning Brass (1990)
- Fearless Dreamer (1998)
- Live at the PSUMC Jazz and Pop Fest (2000)
- Climb (2003)

### Zenekarban
- Steppin' Razor: First Cut (1986)
- Rebel Souls (1986)
- Burning Spear: People of the World (1987)
- Mistress Music (1988)
- Burning Spear Live in Paris (1989)
- Oran "Juice" Jones: To Be Immortal (1989)
- La Monte Young: The Second Dream ... (1991)
- Maxi Priest / Dennis Brown: Fever (1992)
- Kunimoto (1995)
- Corey Glover: From Living Colour (1995)
- Primordial Source: Primordial Source (1995)
- Polarity (1996); Domecq Smith : Works for trumpet and organ, and brass quintet (1996)
- Pucho and his Latin Soul Brothers: Groovin' High (1997)
- Mucho Pucho (1997)
- Metropolitan Klezmer: Yiddish For Travelers (1997)
- Firewater: The Ponzi Scheme (1998)
- Little Jimmy Scott: Holding Back The Years (1998)
- Toots and The Maytals: Recoup (1998
- Lilith Fair Live Recording w/ Natalie Merchant: In The Ghetto (1999)
- Imani Coppola (unreleased, 1999)
- Rachelle Garniez and the Fortunate Few: Crazy Blood (2000)
- Mob Story: A Hip Hopera (2000)
- Metropolitan Klezmer / Isle Of Klezbos: Mosaic Persuasion (2000)
- The Motives Project: So Much More (2001)
- Louis Atlas: Beat of the Heart (2001)
- Lalibela: Black Son Rising (2002)
- Metropolitan Klezmer: Surprising Finds (2003)
- Isle Of Klezbos: Greetings for the Isle of Klezbos (2000)
- Afroditee: Sex in New York City (2003)
- Louie Fleck: The Motives Project − So Much More (2001)
- NYC Reggae Collective -AlieNation (2004)
- Stuffy Shmitt: Other People's Stuff − 2003
- Terry Dame: Monkey On A Rail − 2002